# Nancy Garapick
Nancy Garapick, née le 24 septembre 1961 à Halifax (Nouvelle-Écosse), est une nageuse canadienne.

## Carrière
Nancy Garapick participe aux Jeux olympiques d'été de 1976 à Montréal et remporte les deux médailles de bronze dans les épreuves du 100 m dos et du 200 m dos.